# وائل يونس
وائل يونس (مواليد 31 يناير 1963) هو سياسي من عرب إسرائيل، وهو عضو في الكنيست في تجمع القائمة المشتركة وينتمي للحركة العربية للتغيير.
درس التمريض في جامعة بن جوريون في النقب. وهو متزوج وله ابنان.
دخل الكنيست في 9 فبراير 2018، بديلًا ليوسف العطاونة الذي قدم استقالته في إطار اتفاق للتناوب داخل القائمة المشتركة. وفي إطار اتفاق التناوب هذا، كان من المفترض أن يقدم وائل يونس استقالته في نهاية يوليو لتحل محله نيفين أبو رحمون. وفي 8 أغسطس 2018، قدم استقالته إلى رئيس الكنيست يولي أدلشتين مسببًا الاستقالة بالاحتجاج على قانون القومية الذي رفع صفة اللغة الرسمية عن اللغة العربية لتصبح العبرية اللغة الرسمية الوحيدة، ورفض رئيس الكنيست قبول الاستقالة لأنها مقدمة باللغة العربية.

## استشهادات
1. ↑  "النائب يوسف العطاونة يقدم استقالته لرئيس الكنيست". بانوراما. 7 فبراير 2018. مؤرشف من الأصل في 2018-10-04. اطلع عليه بتاريخ 2018-08-08.
2. 1 2  "نهاية تموز: انتهاء أزمة المشتركة؟". عرب 48. 22 يوليو 2018. مؤرشف من الأصل في 2018-07-23. اطلع عليه بتاريخ 2018-08-08.

## وصلات خارجية
- صفحة النائب من موقع الكنيست
- نائب عربي يقدم استقالته للكنيست بلغة الضاد ردا على قانون "القومية". العين الإخبارية (تتضمن صورة الاستقالة)